# North Dakota Mill and Elevator
La North Dakota Mill and Elevator est une société appartenant à l'Etat du Dakota du Nord, fondée en 1922 pour abaisser le coût de revient de la farine et des produits panés en période de faible demande, afin de permettre aux fermiers de la région de subsister. 

## Histoire
Située dans la ville de Grand Forks (Dakota du Nord), la "North Dakota Mill and Elevator" est créée après que la Ligue non-partisane soit devenue une force politique après sa victoire aux élections de 1916. Décidée en 1917 et mise en service en 1922, elle exploite le plus grand moulin à farine des États-Unis, avec 7 usines meunières, doublées d'un Silo élévateur à grains d'une capacité de 4,3 millions de boisseaux de blé, et de machines permettant un traitement de farine pour fabriquer plus rapidement du pain et des pancakes,. Environ deux tiers des produits sont ensuite livrés par le chemin de fer en vrac, et un tiers sous la forme de produits finis. La société est toujours en activité, autofinance ses investissements et ne reçoit aucune subvention publique.

## Sources
- Morlan, Robert L. (1955) Political Prairie Fire: The Nonpartisan League, 1915-1922 (Minneapolis: University of Minnesota Press)   (ISBN 978-0816658305)
- Lipset, Seymour M. (1971)  Agrarian Socialism (Berkeley: University of California Press)